# The Clash
A The Clash, röviden csak Clash (magyarul csapás, ütés, összeütközés) angol punk rock együttes, 1976 és 1986 között volt aktív. A zenekar bátran feszegette a műfaj határait, és zenéjében felhasználta a reggae, a funk, a new wave, a dub és a rockabilly elemeit is. Az együttes klasszikus felállása – Joe Strummer, Mick Jones, Paul Simonon és Topper Headon – csak 1977-re alakult ki.
A Sex Pistols felbomlása után csaknem egy évtizeden át a Clash volt a brit punk központi zenekara. Pályafutása során hat stúdiólemezt adott ki. Legnagyobb sikerét harmadik lemezével, a London Calling (1979) című dupla albummal érte el, amelyet a Rolling Stone az 1980-as évek legjobb lemezének választott 1990-ben. Az 1982-es Combat Rock album volt az utolsó, amelyet a klasszikus felállásban rögzítettek.
A Clash belső kohéziója meggyengült, és 1983. szeptember 27-én Joe Strummer és Paul Simonon kirúgta a fő zeneszerzőt, Mick Jones-t. A Clash utolsó stúdióalbuma, a Cut the Crap 1985. november 4-én jelent meg. Az újhullámos hangzású albumot értetlenkedve fogadták a kritikusok és a Clash-rajongók, és a zenekar a következő évben feloszlott.
A Clash szövegei baloldali politikai mondanivalójukról ismertek. Míg a nagy előd és kortárs Sex Pistols nihilizmust hirdetett, addig a Clash lázadásra szólított fel, és fellépést sürgetett a faji diszkrimináció, a rendőri brutalitás és a harmadik világ népeinek elnyomása ellen. Az együttes 2003-ban, egy évvel Joe Strummer halála után, bekerült a rock and roll hírességek csarnokába.

## A punk megjelenése

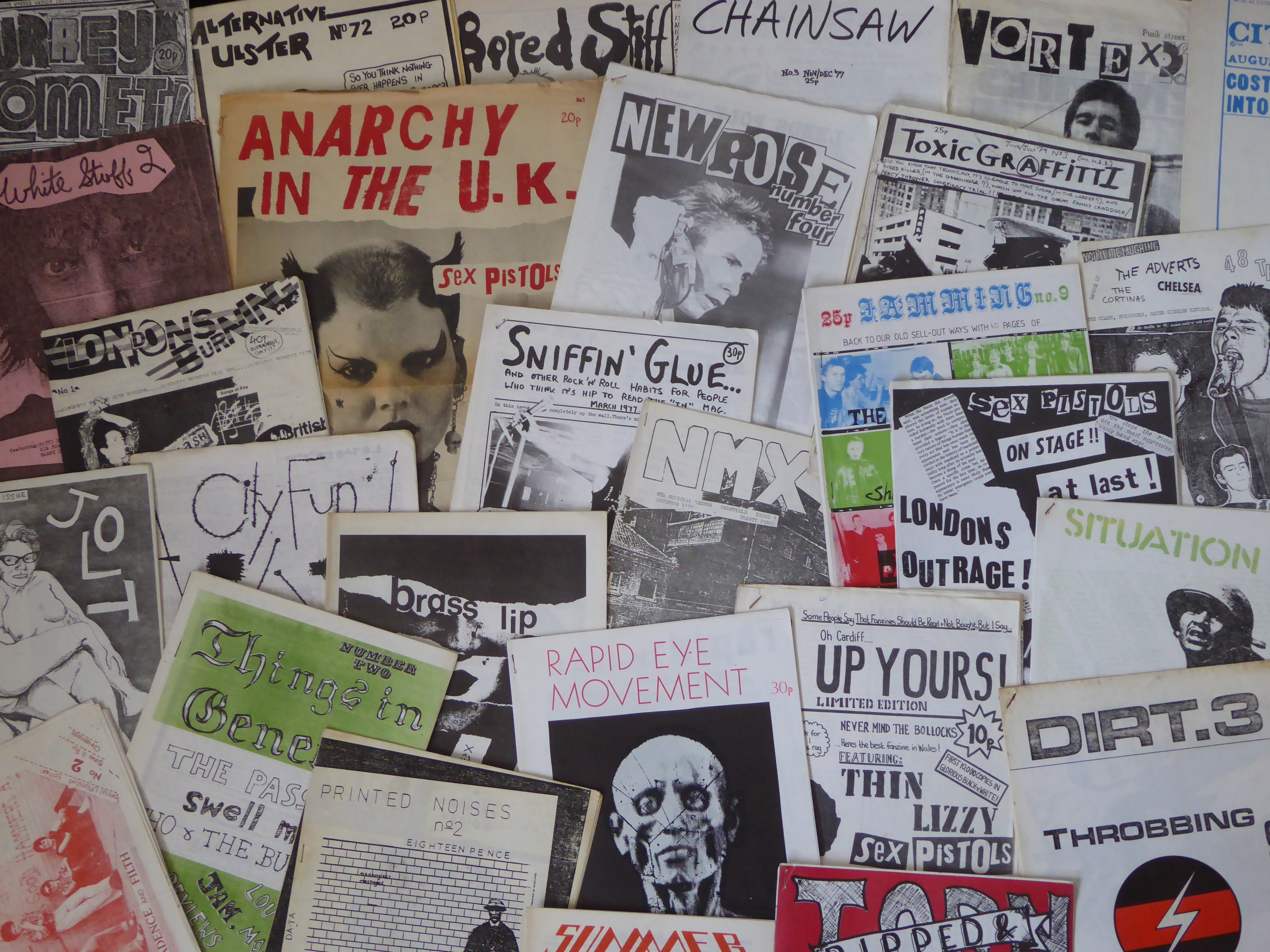
Punk kiadványok az 1970-es évekből

A második világháborút követően Nagy-Britanniának gazdasági nehézségekkel, a gyarmatbirodalom széthullásával és a társadalom szerkezetének drasztikus megváltozásával kellett megküzdenie. Az ország újjáépítése sikerült, de az 1970-es évek közepén a gazdaság recesszióba került, a munkanélküliség, különösen a fiatalok között, nagyon magas volt. Az állástalan fiatalok a kormányt okolták, tele voltak dühvel, agresszióval, a különböző divatirányzatok tagjai – Modok, Teddy fiúk, rockerek – gyakran egymáson vezették le a feszültséget. London bevándorlók lakta szegénynegyedeiben egyre fokozódott a feszültség a növekvő rasszizmus miatt.
Ebben a kiélezett időszakban érkezett meg Nagy-Britanniába az Egyesült Államokból a punk, amely gyorsan népszerű lett a fiatalok között. A brit punkzene erős politikai mondanivalója miatt különbözött az amerikaitól, és véglegesen lezárta a hippikorszakot. A punk az elkeseredett fiatalok illúzióvesztését, sikertelenségét, kilátástalanságát és reménytelenségét üvöltötte világgá. Ezt az általános életérzést talán legpontosabban a Sex Pistols fogalmazta meg mindössze két szóban: No future, azaz nincs jövő. A Time 1978. január 16-án elég pontosan látta, mit jelent a punk mozgalom, amikor azt írta hogy „Nagy-Britanniában a punk a munkásosztálybeli fiatalok hangja, akik nem találnak munkát és egy cseppet sem törődnek hazájuk hagyományaival.”

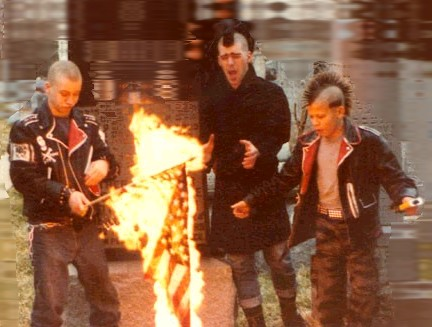
Amerikai zászlót égető punkok

A hangos, gyors és vad zene segített utat engedni egy frusztrált generáció dühének. Ez a zene, valamint a punkok sajátos, polgárpukkasztó öltözködése, a biztosítótűkkel összefogott tépett pólók és a színes irokézfrizurák, illetve a társadalmi szokásokra fittyet hányó viselkedése, sokkolta az idősebbeket. „A punk-rock célja az erőszak népszerűsítése, a szex és a rombolás, ebben a sorrendben”, tudósított az NBC News 1977-ben, abban az évben, amikor megjelent a Sex Pistols dühös, káoszra és anarchiára buzdító Never Mind the Bollocks, Here’s the Sex Pistols című lemeze.
Az első punkzenekarok (The Fugs, MC5, The Stooges, New York Dolls, Television, The Ramones, Sex Pistols) megváltoztatták a zenéléssel kapcsolatos attitűdöt is: az együttesalapításhoz és a fellépéshez már nem volt szükség komoly hangszeres tudásra, elég volt az elszántság és a dühös mondanivaló. Míg a nagy rockzenekarok hosszas gitár- és dobszólókkal bűvölték közönségüket, addig a Ramones 14 számot tudott le 30 perc alatt bemutatkozó albumán. A punk „csináld magad” hozzáállás a hivatalos kultúra, a konzervatív értékek és elvárások teljes elutasítását jelentette.

## Első évek
Az együttes későbbi szerzőpárosa, Mick Jones és Joe Strummer munkanélküli segélyért állt sorban, amikor először találkozott. Mindkettőjüknek volt már zenei múltja. Strummer együttese a The 101ers volt, amely főként kocsmákban lépett fel, és rockot, rockabillyt játszott. Strummer 1976 tavaszán csodálkozott rá a punkra, amikor a Sex Pistolssal léptek fel. Később azt mondta, elég volt öt másodpercet meghallgatnia a Sex Pistols első számából, hogy rájöjjön, a 101ers-szel „olyanok vagyunk, mint a tegnapi újság, nekünk végünk”. Hamarosan kivált az együtteséből, hogy punkot játsszon.

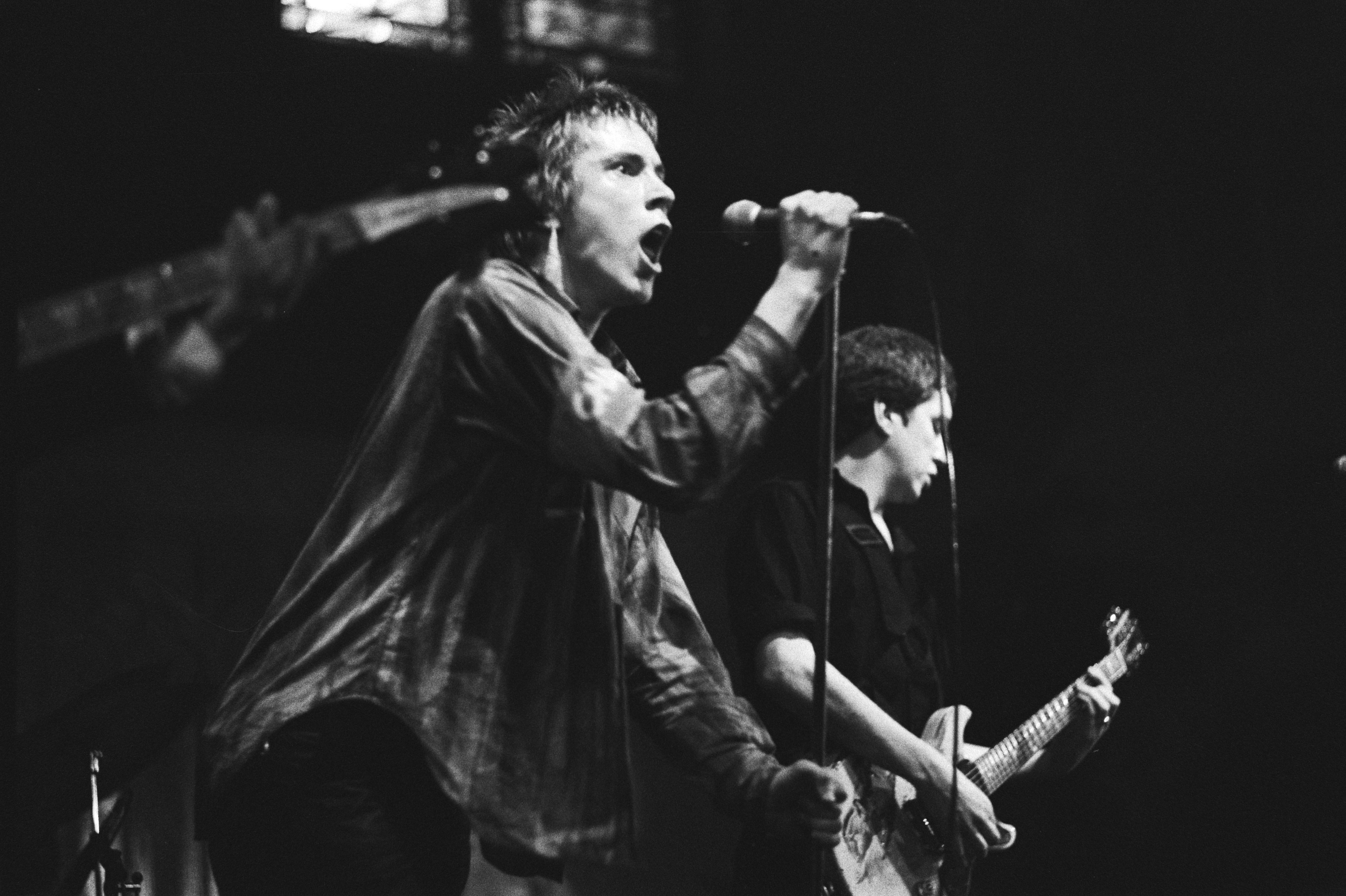
A Sex Pistols a Paradisóban

Mick Jones és gyerekkori barátja, a Clash leendő basszusgitárosa, Paul Simonon a The Ramones egyik londoni koncertjén kapott kedvet az együttesalapításhoz, és London SS néven kezdtek zenélni. A London SS ügyeit a Sex Pistols-menedzser Malcolm McLaren üzlettársa, Bernard „Bernie” Rhodes intézte. Ebben az időben Strummer alkalmi munkákból élt, és egy foglalt házban lakott.
Az együttes megalakulásakor Strummer elhagyta a foglalt ház kommunáját és addigi barátait, mert úgy érezte, új időszámítás kezdődik. Rhodes azt javasolta Strummernek, hogy a szövegek legyenek erőteljesen politikai beállítottságúak, amit a frontember megfogadott.
A The Clash nevet Simonon javasolta, mert feltűnt neki, hogy az újságok milyen előszeretettel használják a kifejezést. Az együttes első felállásában még szerepet kapott Keith Levene gitáros és Terry Chimes, becenevén Tory Crimes (konzervatív bűnök) dobos is. Levene néhány hónap múlva távozott, és később Johnny Rottennel zenélt együtt a Public Image Ltd-ben. A Clash ebben az időben egy vasúti raktárhelyiségben próbált London egyik külvárosában. Az együttes 1976. július 4-én a sheffieldi The Black Swanben lépett fel először, a Sex Pistols előzenekaraként.
Szeptemberben felléptek a 100 Club punkfesztiválján a Sex Pistols, a Damned, a Buzzcocks, a Vibrators és a Siouxsie and the Banshees mellett. A New Musical Express újságírója, Geoff Hill ezt írta róluk: „Számaik rövidek és lényegre törők, (…) előadásmódjukból úgy tűnik, kifejezetten kedvelik a rockzenét”. 1976 októberében a Clash-tagok részt vettek az első nagyobb punk-Teddy összecsapásban a University of London Unionban, és a koncert után el kellett barikádozniuk magukat az öltözőben. Mick Jones könnyebb orrsérüléssel úszta meg a verekedést.
A Clash a Damneddel és az amerikai The Heartbreakersszel részt vett a Sex Pistols Anarchy című 1976. decemberi nagy-britanniai turnéján, amelyet óriási médiafelhajtás és felháborodás kísért, egyrészt az első Sex Pistols-lemez, másrészt Johnny Rottenék botrányos tévészereplése miatt. Az együttesek nem léphettek fel számos helyen, amelyet korábban lefoglaltak, így a tervezett 19 koncertből csak három lett. Manchesterben olyan botrányosra sikeredett a Sex Pistols fellépése, hogy még a Clash-tagoknak is menekülniük kellett a helyszínről, és egy kínai étteremben rejtőztek el.

## The Clash

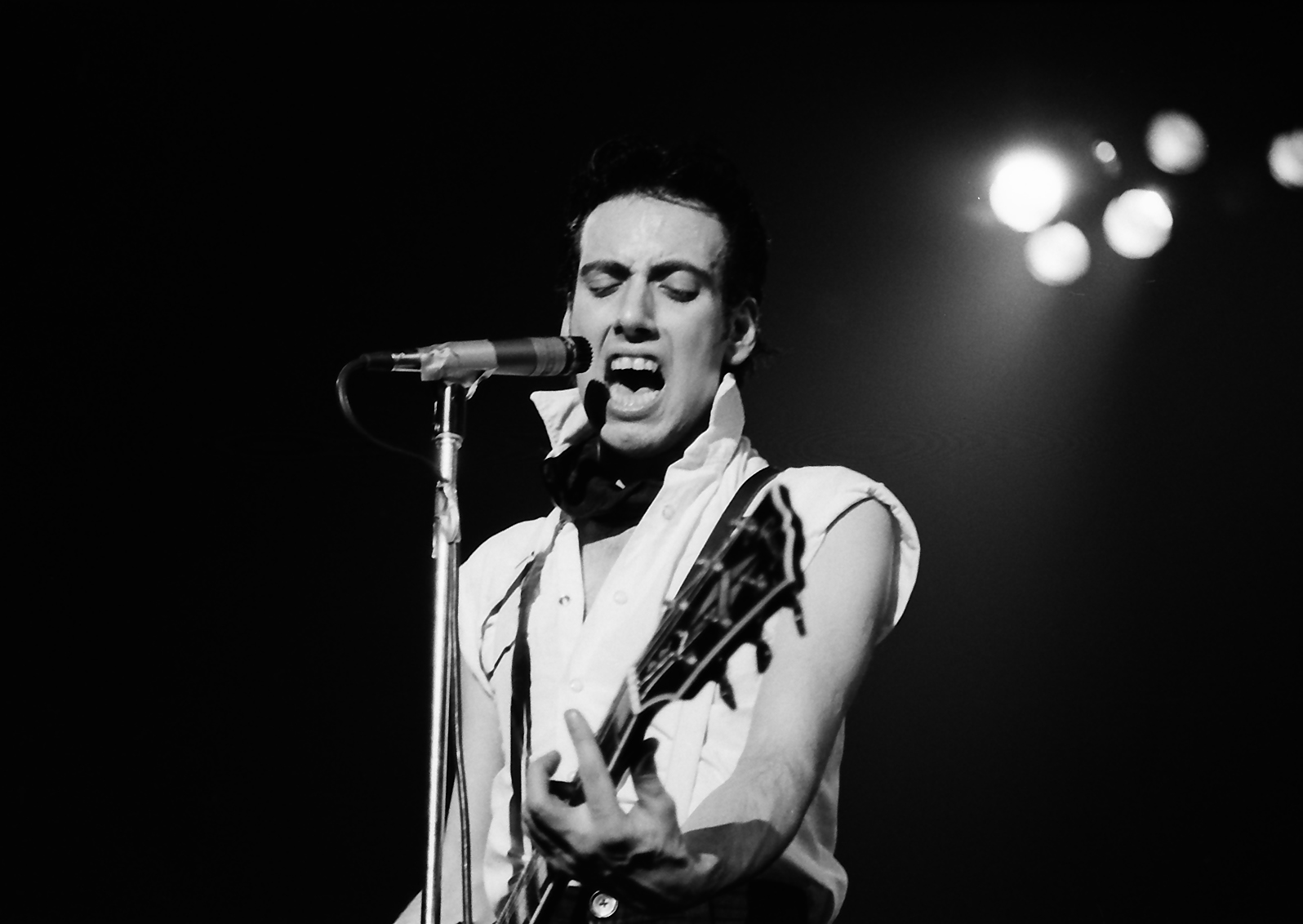
Mick Jones 1980-ban

1977 februárjában a CBS lemeztársaság leszerződtette a Clasht. Április 24-én megjelent az együttes első albuma, a The Clash Nagy-Britanniában. Az anyagot három egymást követő hétvégén rögzítették. A lemezen 14 szám kapott helyet, köztük a ma már punk-rock himnusznak tekinthető White Riot, az I’m So Bored With the U.S.A. és a London’s Burning. A lemez a társadalmi igazságtalanságok bemutatásán túl azt üzente, hogy a negatív tendenciákon lehet változtatni.
A kiadó azt kérte az együttestől, tegyenek még egy extra számot a lemezre, hogy az hosszabb legyen. A Clash úgy döntött, hogy a jamaicai énekes, Junior Murvin reggae dalát, a Police & Thieves-t dolgozza fel, amely előrevetítette vonzalmát a későbbi lemezeken hangsúlyosan megjelenő reggae iránt. A felvételeken még Chimes dobolt, de utána kiszállt, mert elege lett a folyamatos politikai „nyomulásból”. Chimest Topper Headon váltotta 1977. október 25-én, és ezzel kialakult a Clash klasszikus felállása.
1978. április 30-án a Clash részt vett a Rock Against Racism (Rock a rasszizmus ellen) kampányban, amikor a Náciellenes Liga rendezvényén 70 ezer ember előtt lépett fel a Victoria Parkban Tom Robinson, az X-Ray Spex és a Steel Pulse társaságában. Amerikai kiadójuk, az Epic egy ideig visszatartotta a nagylemezt, mert túl durvának ítélte. A Rock & Roll Hall of Fame szerint ironikus, hogy a kiadó később „az egyetlen banda, amelyik számít” matricával adta ki a Clash-albumokat.
Az együttes a Buzzcocks és a Jam társaságában elindult a White Riot-turnéra, amelyet botrányok kísértek. Joe Strummert és Topper Headont Newcastle-ben azzal vádolták meg, hogy loptak a hotelből, az észak-londoni Rainbow Theatre-ben pedig nagyjából kétszáz széket tört össze a közönség, és darabjaikat a színpadra dobálta.
Közben kiadójuk, a CBS beleegyezésük nélkül kiválasztotta a Remote Control című számukat második kislemezükre. A Clash, tiltakozásul művészi szabadsága megsértése miatt, a dub és reggae zenész, Lee „Scratch” Perry segítségével rögzített Complete Control megjelentetésével vágott vissza. 1977 végén és 1978 elején más számok is megjelentek kislemezen, a Clash City Rockers és a (White Man) In Hammersmith Palais. Az Epic végül, a jó sajtóvisszhang és a jelentős magánimport hatására, 1979-ben kiadta a The Clash-t az Amerikai Egyesült Államokban.

## Út a csúcsra
Második nagylemezük, a Give ‘Em Enough Rope 1978. augusztus 16-án jelent meg Nagy-Britanniában, és az Epic korábbi habozása miatt az Egyesült Államokban hamarabb látott napvilágot, mint az első album. A lemez producere az amerikai Sandy Pearlman volt, aki a Blue Öyster Culttal is együtt dolgozott. Az albumon tíz szám kapott helyet, közöttük a Safe European Home, az English Civil War és a Tommy Gun. A Safe European Home Joe Strummer és Mick Jones 1977. novemberi jamaicai utazásának emlékeit dolgozza fel, amikor a két zenész a közállapotok miatt szinte ki sem tudott mozdulni a hotelszobából. A számok főként a harmadik világ konfliktusaival, az európai terrorizmussal és London lepusztulásával foglalkoznak. A lemez dallamosabb és szentimentálisabb lett, mint bármelyik punkzenekar addig kiadott anyaga.
A Rolling Stone magazin kritikusa azt írta az albumról, hogy a Clash zenéje még mindig gyors és hangos, de a lírai hangsúlyok felhasítják a durva felszínt. Greil Marcus úgy látta, hogy míg a Sex Pistols nihilizmust hirdetett, addig a Clash forradalomra biztat: „Ha Johnny Rotten olyan volt, mint az Antikrisztus, a Clash frontembere, Joe Strummer egy utcai harcos hangján szólal meg. Nem az Armageddonra, csak a következő csatára hív fel”. A brit Sounds, az amerikai Rolling Stone és a Time az év lemezének választotta a Give ‘Em Enough Rope-ot. 1978 októberében az együttes megvált Bernard Rhodes-tól.
Az együttes 1979 februárjában megkezdte első amerikai turnéját. Addigra már százezer külföldről behozott példányt adtak el az első lemezből az Egyesült Államokban. A Pearl Harbor-turné hat koncertből állt, de nem egy punk előadót, hanem Bo Diddley rhythm and blues zenészt kérték fel azok megnyitására, ami előlegezte a punk műfaji határainak további feszegetését. Ebben az évben jelent meg az együttes The Cost of Living című kislemeze.

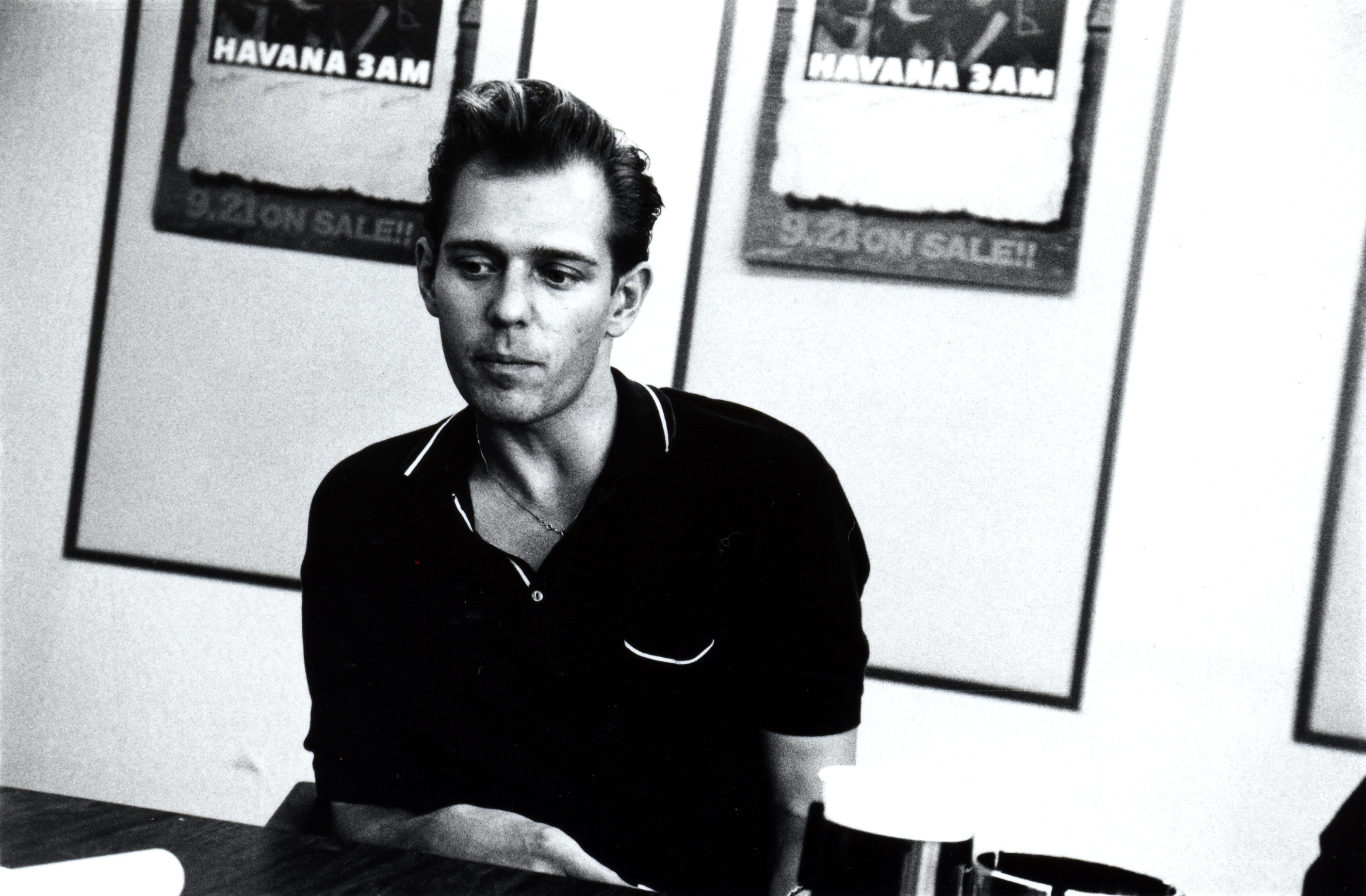
Paul Simonon Tokióban

1979 nyarán a Clash megkezdte harmadik lemeze, a London Calling elkészítését. A producer Guy Stevens volt. Számaikhoz a korai amerikai rock and rollból merítettek inspirációt. A dalokat Strummer és Jones utóbbi nagymamájának lakásán írta. A dupla nagylemezt mindössze 23 nap alatt vették fel a londoni Wessex-stúdióban, és 1979. december 26-án jelent meg Nagy-Britanniában. Az album négy oldalán 19 szám kapott helyet, köztük a lemez címadója, valamint a Spanish Bombs, a The Guns Of Brixton és a Revolution Rock.
A Train in Vain az utolsó pillanatban került fel a lemezre, és még a borítóról is lemaradt, de az együttes első olyan dala lett, amely felkerült az amerikai slágerlistára. A lemezt eredetileg a The Last Testament (Az utolsó testamentum) címen tervezték kiadni, jelezve, hogy az albummal véget ért a zene Elvis Presleyvel kezdődött fejezete. A címtől végül elálltak, de a borító rózsaszín és zöld betűi Elvis Presley első, önmagáról elnevezett lemezére utalnak.
A London Calling meghozta az áttörést. Az eklektikus – punk, reggae, ska, R&B, rockabilly, dzsessz elemeket felvonultató – album a Clash főműve lett. 1990-ben a Rolling Stone az 1980-as évek legjobb lemezének választotta, mivel az Egyesült Államokban csak 1980 januárjában adták ki. 1998-ban a brit Q magazin az 1970-es évek legjobb albumának választotta. A Rolling Stone minden idők legjobb 500 albumát felsoroló listáján a nyolcadik helyet kapta a London Calling. A magazin méltatásában azt írta, hogy a London Calling 19 „apokaliptikus dalát” az a meggyőződés vezérli, hogy a rock and roll visszavág a sötétségnek.
A borítón Paul Simonon látható abban a pillanatban, amikor a New York-i Palladiumban adott koncerten eltöri basszusgitárját a színpadon. A képet, amelyet Pennie Smith készített, a Q magazin minden idők legjobb rock fotográfiájának választotta.

## Lejtmenetben
A nicaraguai baloldali forradalmárokról elnevezett 1980-as Sandinista! című tripla lemez, amelyet New Yorkban vettek fel, óriási bukás lett Nagy-Britanniában, de az Egyesült Államokban jól fogadták. A lemez 1980. október 12-én látott napvilágot. Ez volt az első olyan Clash-lemez, amelyből többet adtak el Amerikában, mint az Egyesült Királyságban. Az együttes tagjai, kereskedelemellenes aktusként, elérték, hogy a Columbia olcsóbban adja, mint egy dupla lemezt. A kiadó veszteségeit a zenészek díjazásából és a turné költségeiből vonta le. A Village Voice's éves Pazz & Jop szavazásán az év albumának választották a kritikusok.
Az együttes visszahívta Bernie Rhodes-t, és a zenekarban egyre több lett a veszekedés, a vita. Jones és Strummer egyszer össze is verekedett, és kapcsolatuk annyira megromlott, hogy Strummer a gitáros postaládájába dobta be az elkészült dalszövegeket. Strummer túlzottan idealistának és kompromisszumképtelennek tartotta zenésztársát.
1981 decemberében, amikor a Clash megkezdte következő albuma, a Combat Rock felvételét, Topper Headont letartóztatta a rendőrség kábítószer-birtoklásért. 1982 áprilisában, kevéssel a lemez megjelenése előtt Joe Strummer váratlanul eltűnt, és csak egy hónap múlva bukkantak rá Párizsban. Többen úgy vélték, hogy az eltűnés csak Rhodes marketingötlete volt.

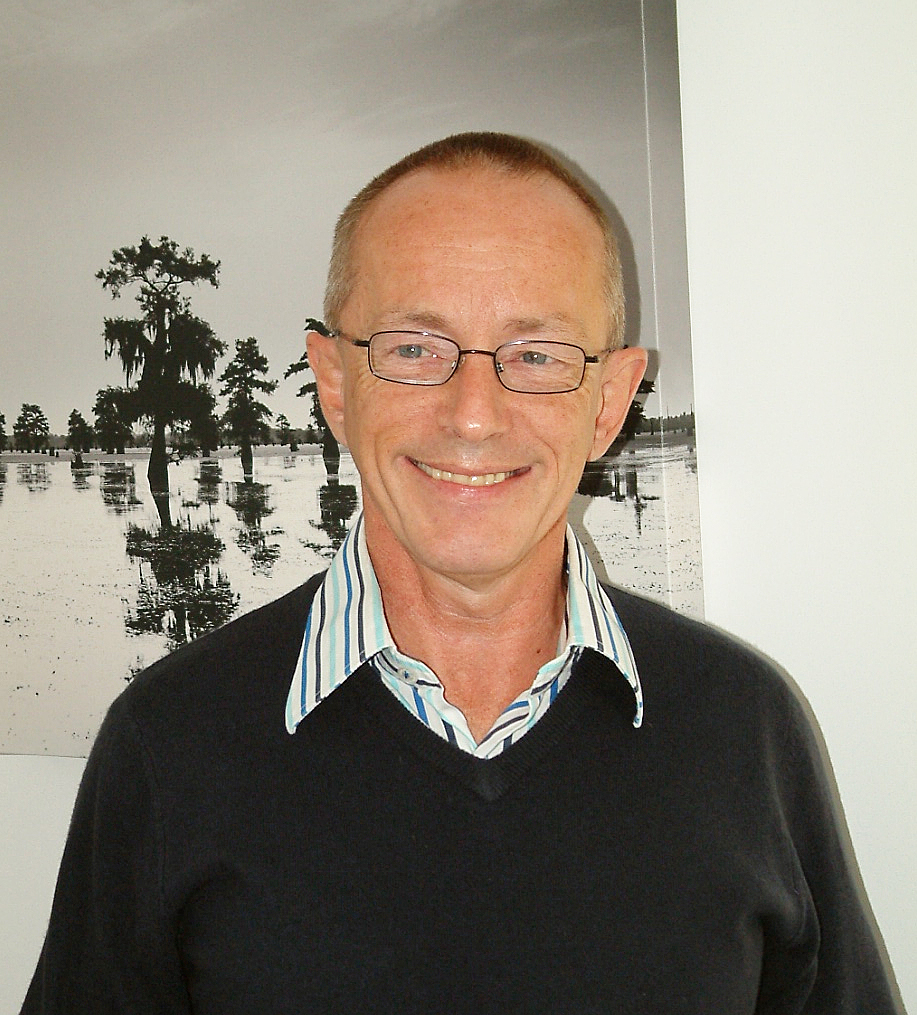
Topper Headon

1982-ben megjelent a Combat Rock, amelynek felvételeit Glyn Johns, a Rolling Stones, a Who és a Led Zeppelin producere vezette. Ezen a lemezen szerepel az együttes utolsó két nagy slágere, a Topper Headon által írt Rock the Casbah és a Should I Stay or Should I Go. A Rock the Casbah az iszlám vallási vezetők zenei tiltására válaszolt. Joe Strummer később elmondta: elkeserítette, hogy az öbölháború idején az általa megvetett amerikai hadsereg a katonáinak játszatta a számot. A Should I Stay or Should I Go megjelenésekor a 17. helyet érte el a brit kislemezlistán, 1991-ben viszont az első lett, köszönhetően a számot felhasználó Levis-reklám népszerűségének. Ez volt az egyetlen Clash-szerzemény, amely vezette a listát.
A drogfüggő Topper Headont 1982. május 10-én, az amerikai Combat Rock-turné előtt kirúgták, bár Strummer korábban azt ígérte neki, hogy ideg-összeroppanásra hivatkozva csak visszavonultatják egy időre, és majd visszaveszik, ha rendbe jön. A dobok mögé ismét Terry Chimes ült be. 1982 júliusában Headont Londonban letartóztatta a rendőrség, mert lopott tárgyakat találtak nála. Chimes távozott, és az 1983-as amerikai turnén már Pete Howard dobolt.
A Clash belső kohéziója összeomlott: Strummer egyre nehezebben viselte, hogy valódi sztárok lettek, és szeretett volna visszatérni a punk gyökerekhez, míg a szintetizátorba „beleszerető” Jones populárisabb irányba akart elmozdulni. 1983. szeptember 27-én menedzserük javaslatára Joe Strummer és Paul Simonon kirúgta Mick Jones-t. Az együtteshez két új gitáros csatlakozott: Nick Sheppard és Vince White. Strummer később azt mondta: „Életem egyik legnagyobb hibáját követtem el Mick kirúgásával”.
A Clash utolsó stúdióalbuma, a Cut the Crap, amelyen 12 szám kapott helyet, 1985. november 4-én jelent meg. Az albumon, amely eredetileg az Out of Control címet kapta volna, nemcsak a zenekar, de a menedzser, Bernie Rhodes is rajta hagyta kéznyomát, ugyanis Jones kirúgása után maga is számokat kezdett írni a Clashnek, és az 1980-as évek közepének divatos újhullámos hangzását honosította meg, szintetizátorral és dobgéppel. Mick Jones, akit ilyen irányú kísérletezése miatt rúgott ki Strummer és Simonon, hasonló zenét játszott új együttesével, a Big Audio Dynamite-tal, és debütáló lemezük néhány héttel korábban jelent meg a Cut the Crapnél. A Cut the Crapet értetlenkedve fogadták a kritikusok és a Clash-rajongók egyaránt, és a zenekar a következő évben feloszlott.

## Feloszlás után

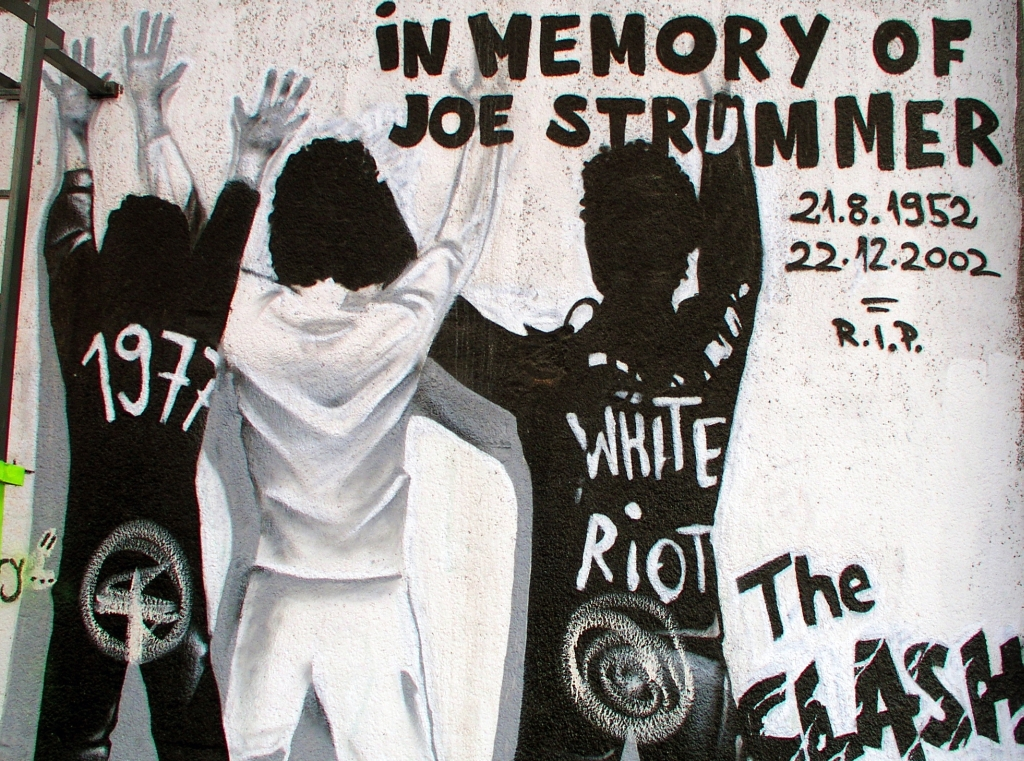
Joe Strummerre emlékeztető graffiti

A zenekar feloszlása után, 1988-ban Joe Strummer ezt mondta: „Hibáztam. (…) Be akartam bizonyítani, hogy én vagyok a Clash, és nem Mick. Rájöttem, hogy ostoba voltam. Rájöttem, hogy ez a dolog nem egy emberről szólt, hanem a négyünk közti kölcsönhatásról, és ez a varázslat akkor ért véget, amikor Toppert kirúgtuk, nem amikor Micket”.
A Clash megszűnése után Joe Strummer kiadott egy szólólemezt Earthquake Weather címmel 1988-ban, majd filmzenéket írt, eljátszott kisebb filmszerepeket, és fellépett a The Pogueszal is. 1999 októberében jelent meg új zenekara, a The Mescaleros első lemeze, a Rock, Art and The X-Ray Style. A BBC-ben saját műsora volt. Joe Strummer 2002-ben váratlanul meghalt.
Mick Jones dub, reggae és free-jazz elemekkel és hangmintákkal operáló klubzenekart alapított Big Audio Dynamite néven. Az 1985-ös felállással négy lemezt – This Is Big Audio Dynamite (1985), No. 10 Upping Street (1986), Tighten Up Volume '88 (1988), Megatop Phoenix (1989) – adtak ki. A második lemez öt dalának Joe Strummer volt a társszerzője. Jones 1990-ben létrehozta BAD II nevű zenekarát.
Paul Simonon Havana 3 A.M. néven alakított rockabilly zenekart, de csak egy lemezt adtak ki 1991-ben. Simonon azóta festészettel foglalkozik. Topper Headon, miután kirúgták a zenekarból, tovább kábítószerezett, és 15 hónapos börtönbüntetésre ítélte a bíróság, miután egy ismerőse meghalt a tőle kapott kábítószer túladagolása miatt.
2000-ben a tagok megállapodtak arról, hogy klasszikus felállásukban részt vesznek a Ian Dury tiszteletére tervezett koncerten a londoni Brixton Academyn. Az esemény előtt kevesebb mint két héttel Strummer lemondta a fellépést.
A Clash a feloszlás után több válogatáslemezt adott ki, köztük a Super Black Market Clash-t (1993), a The Essential Clash-t (2003) és a The Clash Hits Backet (2013). Megjelent két koncertalbumuk is régi felvételekből. A From Here to Eternity: Live 1999. október 4-én látott napvilágot az Epic Recordsnál. A dalokat különböző koncerteken rögzítették, többek között a New York-i Bonds International Casinóban 1981-ben, Londonban a Victoria Park-i antirasszista fellépésen, valamint a bostoni The Orpheumban 1982-ben. A Live at Shea Stadium album anyagát 1982. október 13-án New Yorkban vették fel, amikor a Clash a The Who-val lépett fel. A koncertet rögzítő szalagot Joe Strummer találta meg egyik költözése során.

## A politizáló Clash

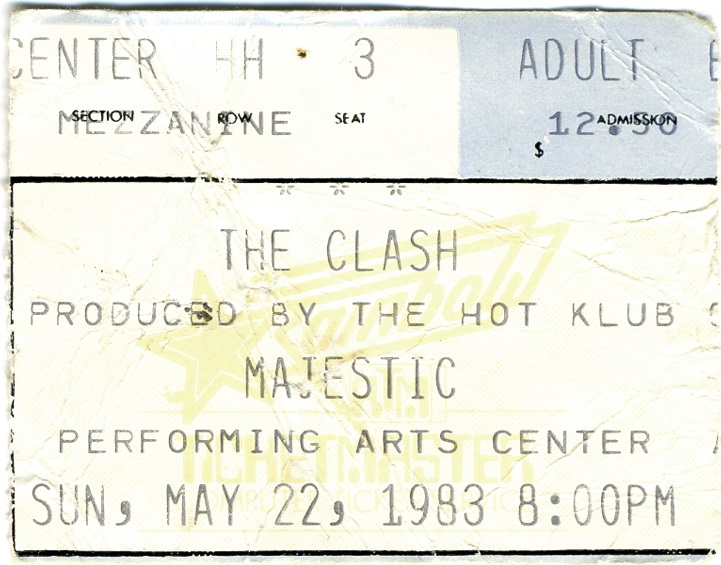
Belépő egy 1983-as Clash-koncertre

A Clash színre lépésekor, az 1970-es évek közepén Angliát számos válság feszítette, többek között az emelkedő munkanélküliség, a növekvő szegénység és az erősödő rasszizmus. Mindennaposak voltak a tüntetések és az azokra adott brutális rendőri válaszok. A fiatalok körében általánossá vált a reménytelenség és a kiúttalanság. Az ő érzéseiket jelenítette meg a punk, a lázadók ellenkultúrája. A Clash ebben a közegben jelent meg. Míg nagy elődje, a Sex Pistols reakciós, nihilista és gyakorta ízléstelen volt, addig a Clash szövegei mögött ott volt a komoly politikai gondolat. A szövegíró Joe Strummer talán a White Riot című számban fejezte ki legjobban világnézetét: „Minden hatalom azoknak a kezében van, akik elég gazdagok, hogy megvásárolják” (All the power's in the hands/Of the people rich enough to buy it).
Strummer szövegei keményen kritizálták a kapitalizmust (Clampdown) és az imperializmust (I’m So Bored with the U.S.A), valamint kiálltak a faji egyenjogúság mellett. Alternatívát mutatott a fiataloknak az önteltség, a megalkuvás és a népszerű kultúrát jellemző politikai kétértelműséggel szemben, miközben radikalizmusra, dacra és ellenállásra biztatott. Elutasította Margaret Thatcher és Ronald Reagan politikáját (London's Burning), mivel fasizmushoz közelinek találta. Strummer számos baloldali és szélsőbaloldali felszabadítási és egyéb mozgalommal szimpatizált. A Náciellenes Liga Victoria Park-i koncertjén olyan pólóban lépett fel, amelyre a Vörös Brigádok olasz neve és a Vörös Hadsereg Frakció címere volt nyomtatva.
Joe Strummer egy beszélgetésben úgy fogalmazott, hogy a punk-rock társadalmi mozgalom volt a számára, ahol szólhatott azokról a jelenségekről, amelyeket fontosnak tartott. Ahogy a Know Your Rights című szám kezdődik: „Ez egy közszolgálati közlemény, gitárokkal!” (This is a public service announcement — with guitars!). Elmondása szerint világlátását elsősorban az 1968-as diákmozgalmak és a Salvador Allende idején Chilében történtek befolyásolták. A Clash az elsők között lépett fel a rasszizmus és a szélsőjobboldali Nemzeti Front, valamint a rendőri brutalitás ellen. Kiállt az éhségsztrájkoló északír mozgalmárok, a dél-amerikai dzsungelekben harcoló sandinisták és a chilei baloldal (Washington Bullets) mellett.
Joe Strummer és Mick Jones az elsők között ismerte fel Európában a New York-i rap erejét a hetvenes évek végén, és alkalmazták is zenéjükben. Tisztelgésként az egyik korai rap zenekar, a Sugar Hill Gang előtt, felvették a The Magnificent Seven című kislemezüket, amely az egyik legfontosabb ilyen kiadvány lett az életművükben. Vállalták annak veszélyét is, hogy rap előadókkal együtt léptek fel a Clash on Broadway turnén, holott sokan tartottak a két különböző kultúrájú közönség és zene találkozásától. Előszeretettel tisztelegtek a lázadó fekete, főleg amerikai és karibi zenészek előtt (Police & Thieves).
A Rolling Stone magazin, visszatekintve a zenekar működésére, megállapította, hogy a Clash, eltérően a kor más punkegyütteseitől, a nyers dühöt kiinduló pontnak, és nem végpontnak tekintette. „Az ügy lázadói voltak, pontosabban sok ügyé, kezdve az antithatcherizmustól a faji egységen át a sandinistákig” – írta a lap, emlékeztetve arra, hogy zenei kísérleteik soha nem térítették el őket gyökereiktől.

## Értékelése és hatása

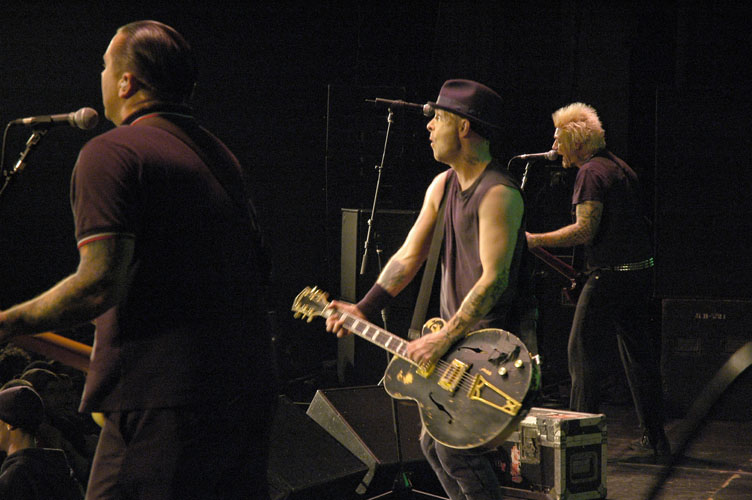
A Rancid, a gyógyíthatatlan Clash-fanatikus

Az együttest 2003-ban iktatták be a Rock and Roll Hall of Fame-be, a rockhírességek csarnokába. A hivatalos méltatás szerint a Clash jelentős szerepet játszott a punkmozgalom megalkotásában és definiálásában. „Ha a rövid életű Sex Pistols dicsőséges nihilista volt, akkor a Clash a punk politika iránti szenvedélyes elkötelezettségét fejezte ki”, írták. A méltatásban emlékeztettek arra, hogy a Sex Pistols 1978. januári feloszlása után a Clash lett a punkmozgalom központi hangja, és a frontvonalban is maradt a következő öt évben. „Lemezei tévedhetetlen ösztönnel és nyers erővel” ragadták meg az időszakot jellemző kavargást és felfordulást, áll a Rock and Roll Hall of Fame szövegében.
A Rolling Stone magazin a Clasht a világ legjobb rock and roll bandájának nevezte, és 2004-es, a száz legnagyobb zenészt felsoroló listáján a 28. helyre sorolta. A VH1 hasonló listáján a 22. helyet foglalja el. A Rolling Stone minden idők legjobb 500 albumát felsoroló listáján a nyolcadik helyet kapta a London Calling, míg a címadó szám a 15. lett az 500 legjobb dal rangsorában.
Zeneileg a Clash hamar kilépett a hetvenes évek közepén divatos punk keretei közül. Zenei és kulturális mindenevők voltak, így hatott rájuk a rockabilly, a reggae, a rap, és ez a hatás szerzeményeikben is megjelent a maguk nyers rock and roll stílusában. A zenekar ennek megfelelően számos irányzatra, együttesre volt hatással, köztük Bruce Springsteenre, a Beastie Boysra, a Public Enemyre és a Srí Lanka-i popcsillagra, M.I.A.-ra. Bruce Springsteen az E Street Banddal el is játszotta a London Calling című számot 2009. június 28-ai koncertjén a Hyde Parkban. Bob Dylan fia, Jakob Dylan azt mondta, hogy a Clash inspirálta első gitárja megvásárlására. Együttese, a The Wallflowers Reboot the Mission című számában meg is énekelte a nagyszerű Jos Strummert. A New Jersey-i indie együttes, a The Gaslight Anthem egy teljes számot (I'da Called You Woody, Joe) szentelt Joe Strummer és a Clash emlékének, amelyben a zenekart egy lövedékhez hasonlítja, amely átüti a koponyát, és az agyba hatol (I heard it like a shot from my skull to my brain).
Hatással volt a Clash a Meat Beat Manifesto Satyricon című lemezére, a Renegade Soundwave több számára és a Massive Attackre. A szakirodalom szerint megfigyelhető az együttes hatása a Stiff Little Fingersen, a Midnight Oilon, a Green Dayen és a Ranciden. Az utóbbit a Rolling Stone kritikusa egyenesen „gyógyíthatatlan Clash-fanatikusoknak” nevezte egy 2003-as lemezkritikájában. A zenekar szintén hatott a Bad Brainsre, a The Libertinesre, a Babyshamblesre, az Arctic Monkeysra és a The Strokesra. Több számukat feldolgozták más együttesek, a Guns of Brixtont például a Dropkick Murphys, Jimmy Cliff, a Die Toten Hosen és a Nouvelle Vague is. A White Riot című Clash-szerzeményt a Dropkick Murphysen kívül játszotta a Rage Against the Machine, a Sham 69, a Redska és az Angelic Upstarts.
Az együttes 1982-es slágere, a Should I Stay or Should I Go többször is megjelenik a Netflix 2016-os sci-fi drámasorozatában, a Stranger Things-ben, ami 1983-ban játszódik. 

## Tagok
| Klasszikus felállás | Klasszikus felállás | Klasszikus felállás  | Klasszikus felállás |
| Név                 | Hangszer            | Időszak              |                     |
| ------------------- | ------------------- | -------------------- | ------------------- |
| Joe Strummer        | ének, gitár         | 1976–1986            |                     |
| Mick Jones          | ének, gitár         | 1976–1983            |                     |
| Paul Simonon        | basszusgitár        | 1976–1986            |                     |
| Topper Headon       | dob, ütősök         | 1977–1982            |                     |
| További tagok       |                     |                      |                     |
| Név                 | Hangszer            | Időszak              |                     |
| Terry Chimes        | dob, ütősök         | 1976–1977, 1982–1983 |                     |
| Keith Levene        | gitár               | 1976                 |                     |
| Rob Harper          | dob, ütősök         | 1976–1977            |                     |
| Nick Sheppard       | gitár, vokál        | 1983–1986            |                     |
| Vince White         | gitár               | 1983–1986            |                     |
| Pete Howard         | dob, ütősök         | 1983–1986            |                     |

## Diszkográfia
| Stúdiólemezek                             | Stúdiólemezek                  | Stúdiólemezek | Stúdiólemezek |
| Cím                                       | Nagy-britanniai megjelenés éve |               |               |
| ----------------------------------------- | ------------------------------ | ------------- | ------------- |
| The Clash                                 | 1977                           |               |               |
| Give 'Em Enough Rope                      | 1978                           |               |               |
| London Calling                            | 1979                           |               |               |
| Sandinista!                               | 1980                           |               |               |
| Combat Rock                               | 1982                           |               |               |
| Cut the Crap                              | 1985                           |               |               |
| Koncertlemezek                            |                                |               |               |
| Cím                                       | Nagy-britanniai megjelenés éve |               |               |
| From Here to Eternity: Live               | 1999                           |               |               |
| Live at Shea Stadium                      | 2008                           |               |               |
| Válogatáslemezek                          |                                |               |               |
| Cím                                       | Nagy-britanniai megjelenés éve |               |               |
| Black Market Clash                        | 1980                           |               |               |
| The Story of the Clash, Volume 1          | 1988                           |               |               |
| 1977 Revisited                            | 1999                           |               |               |
| The Singles                               | 1991                           |               |               |
| Super Black Market Clash                  | 1993                           |               |               |
| The Essential Clash                       | 2003                           |               |               |
| The Singles                               | 2007                           |               |               |
| The Clash Hits Back                       | 2013                           |               |               |
| Többlemezes gyűjtemények                  |                                |               |               |
| Cím                                       | Nagy-britanniai megjelenés éve |               |               |
| The Clash 2 CD (első két lemez)           | 2007                           |               |               |
| The Clash 2 CD (harmadik, negyedik lemez) | 1988                           |               |               |
| Sound System 11 CD                        | 2013                           |               |               |
| Kislemezek                                |                                |               |               |
| Cím                                       | Nagy-britanniai megjelenés éve |               |               |
| White Riot                                | 1977                           |               |               |
| Remote Control                            | 1977                           |               |               |
| Complete Control                          | 1977                           |               |               |
| (White Man) In Hammersmith Palais         | 1978                           |               |               |
| Clash City Rockers                        | 1978                           |               |               |
| Tommy Gunh                                | 1978                           |               |               |
| I Fought The Law                          | 1979                           |               |               |
| English Civil War                         | 1979                           |               |               |
| London Calling                            | 1979                           |               |               |
| Train In Vain                             | 1979                           |               |               |
| The Magnificent Seven                     | 1980                           |               |               |
| The Call Up                               | 1980                           |               |               |
| Clampdown                                 | 1980                           |               |               |
| Bankrobber                                | 1980                           |               |               |
| Hitsville U.K.                            | 1981                           |               |               |
| Police On My Back                         | 1981                           |               |               |
| This Is Radio Clash                       | 1981                           |               |               |
| Rock The Casbah                           | 1982                           |               |               |
| Should I Stay Or Should I Go              | 1982                           |               |               |
| Know Your Rights                          | 1982                           |               |               |
| This Is England                           | 1985                           |               |               |
| Return To Brixton                         | 1990                           |               |               |

## Filmek
| Dokumentumfilmek                   | Dokumentumfilmek           | Dokumentumfilmek | Dokumentumfilmek |
| Cím                                | Rendező                    | Megjelenés éve   |                  |
| ---------------------------------- | -------------------------- | ---------------- | ---------------- |
| Rude Boy                           | Jack Hazan és David Mingay | 1980             |                  |
| The Clash: Westway to the World    | Don Letts                  | 2000             |                  |
| Joe Strummer: A jövő nincs megírva | Julien Temple              | 2007             |                  |

## DVD-k
| Music Masters Collection – The Ultimate Critical Review | 2012 |
| Live Revolution Rock                                    | 2013 |
| The Rise And Fall Of The Clash                          | 2014 |